# Jahnatal
Jahnatal is een gemeente in de Duitse deelstaat Saksen en maakt deel uit van de Landkreis Mittelsachsen.
Jahnatal telt ultimo 2023 4.787  inwoners.
De gemeente Jahnatal ontstond op 1 januari 2023 door het samengaan van twee andere gemeentes, Ostrau en Zschaitz-Ottewig. Het gemeentehuis staat in het centrum van de plaats Ostrau.

## Indeling van de gemeente
De gemeente Ostrau bestond uit 27 Ortsteile , de gemeente Zschaitz-Ottewig had er 12.  
Tot de gemeente Jahnatal behoren, conform art. 1 en 17 van de Hauptsatzung (hoofdgemeenteverordening) 37 Ortsteile.
Daarvan zijn er 26 gegroepeerd tot 5 Ortschaften:
- Kiebitz, bestaande uit de  3 Ortsteile Kiebitz, Obersteina en Töllschütz;
- Noschkowitz, bestaande uit de  4 Ortsteile Noschkowitz,  Rittmitz, Kattnitz en Schlagwitz;
- Schrebitz, bestaande uit de  3 Ortsteile Schrebitz, Sömnitz en Döhlen;
- Zschaitz-Ottewig, bestaande uit de 12 Ortsteile Auterwitz, Baderitz, Dürrweitzschen, Glaucha, Goselitz, Lüttewitz, Lützschnitz, Mischütz, Möbertitz, Ottewig, Zschaitz en Zunschwitz;
- Jahna-Pulsitz, bestaande uit de 4 Ortsteile Binnewitz, Jahna, Pulsitz en Clanzschwitz.

 Ostrau, Auerschütz, Beutig,  Delmschütz,   Merschütz, Münchhof, Niederlützschera,  Oberlützschera,   Schmorren,    Trebanitz en Zschochau zijn de 11 overige Ortsteile van de voormalige gemeente Ostrau; daarnaast hebben twee dorpjes (Wutzschwitz en Gaschütz) bij de fusie de status van Ortsteil verloren. De plaats Ostrau, met circa 3.500 inwoners, kan als de hoofdplaats van de gemeente worden beschouwd.

## Geografie, infrastructuur
De gemeente ligt in een licht heuvelachtig gebied, waar veel grond met löss bedekt is en agrarisch wordt gebruikt. Door de gemeente loopt het 27 km lange riviertje de Jahna, een zijbeek van de Elbe, en aan het dal daarvan dankt Jahnatal zijn naam. 
De plaats Ostrau, die het bestuurscentrum van de gemeente vormt, ligt 10 km ten noordoosten van Döbeln en 15 km ten  zuidwesten van Riesa.

### Verkeer en vervoer

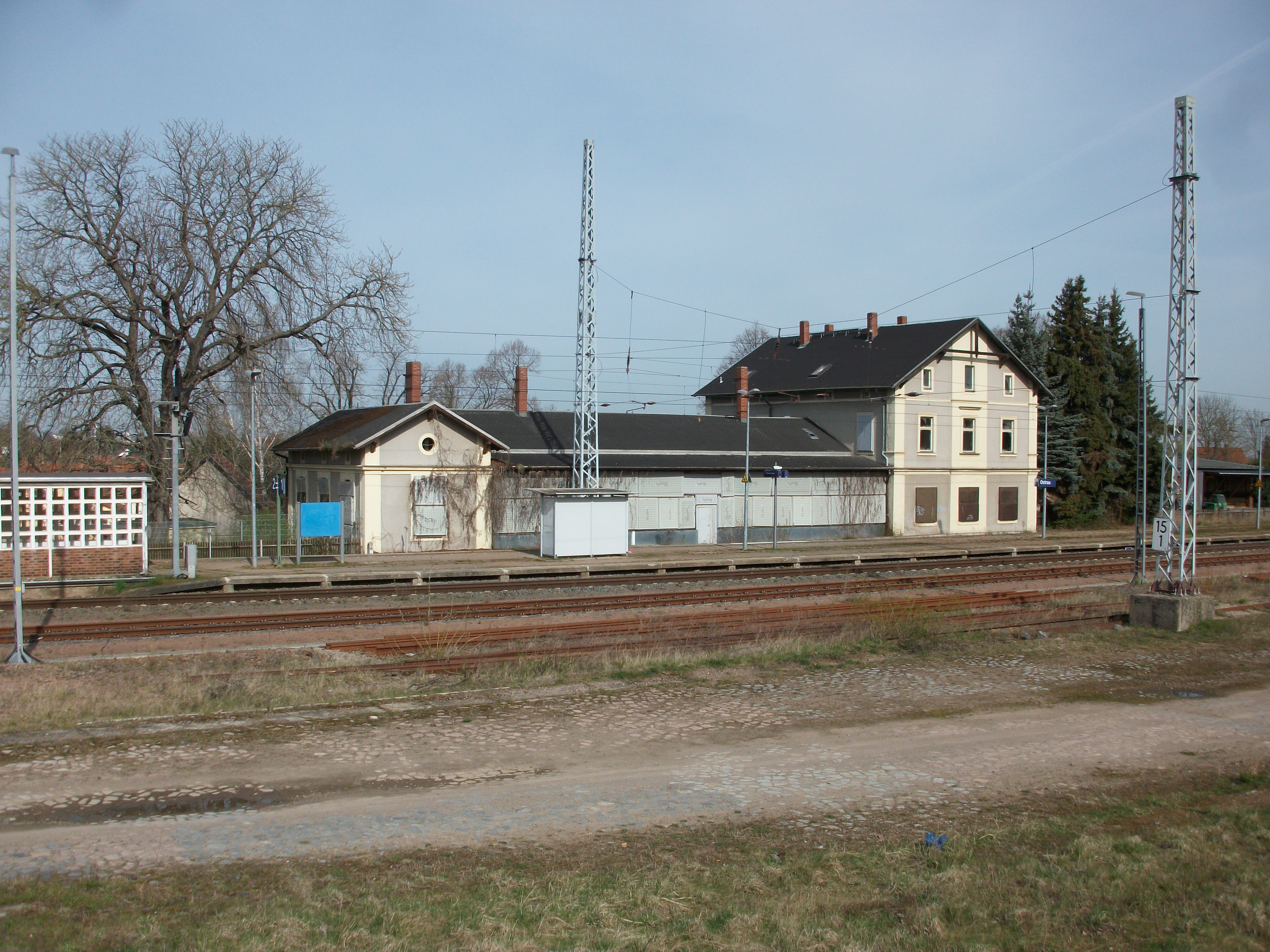
Stationsgebouw (1886) te Ostrau
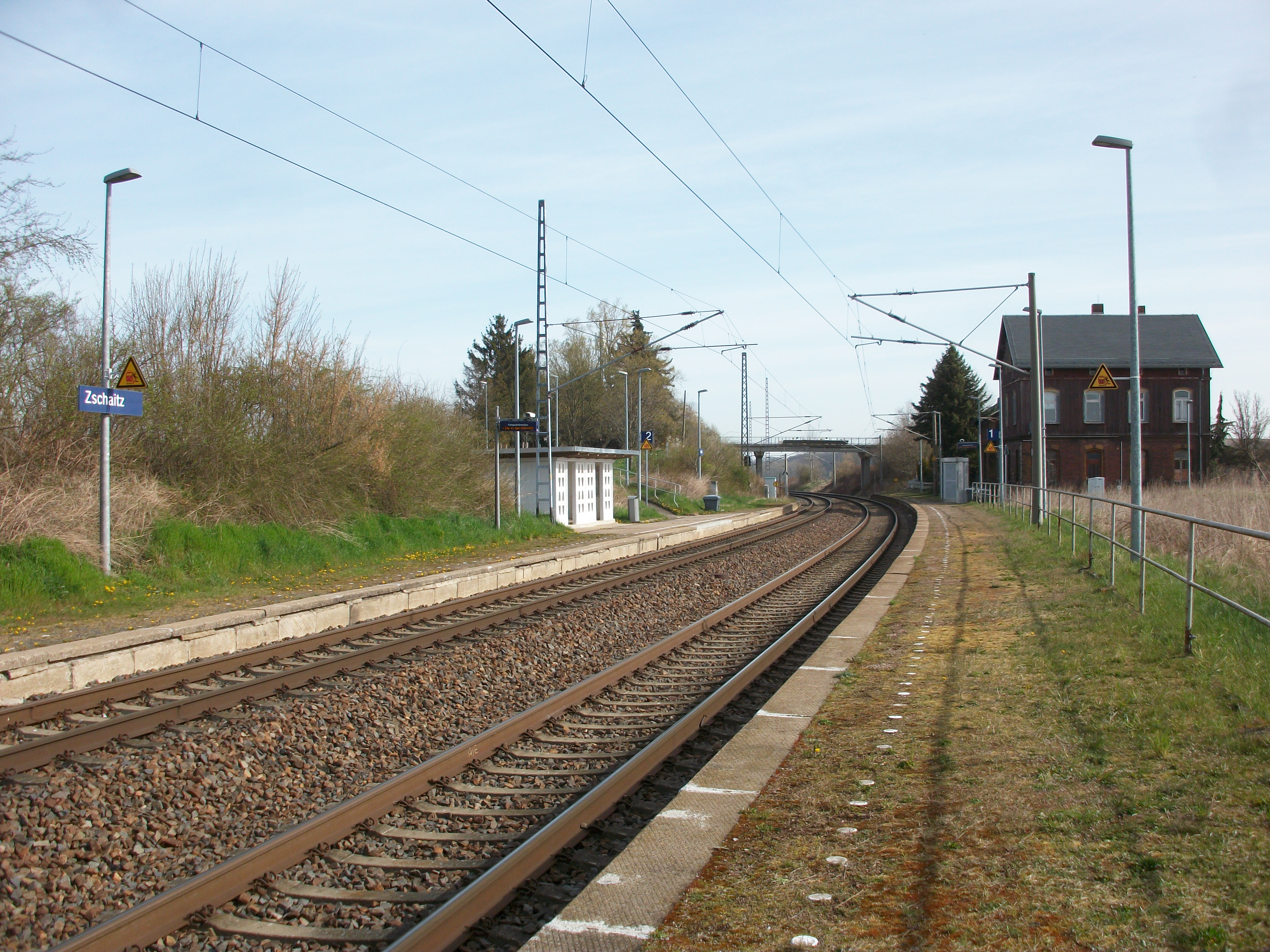
Spoorweghalte Zschaitz
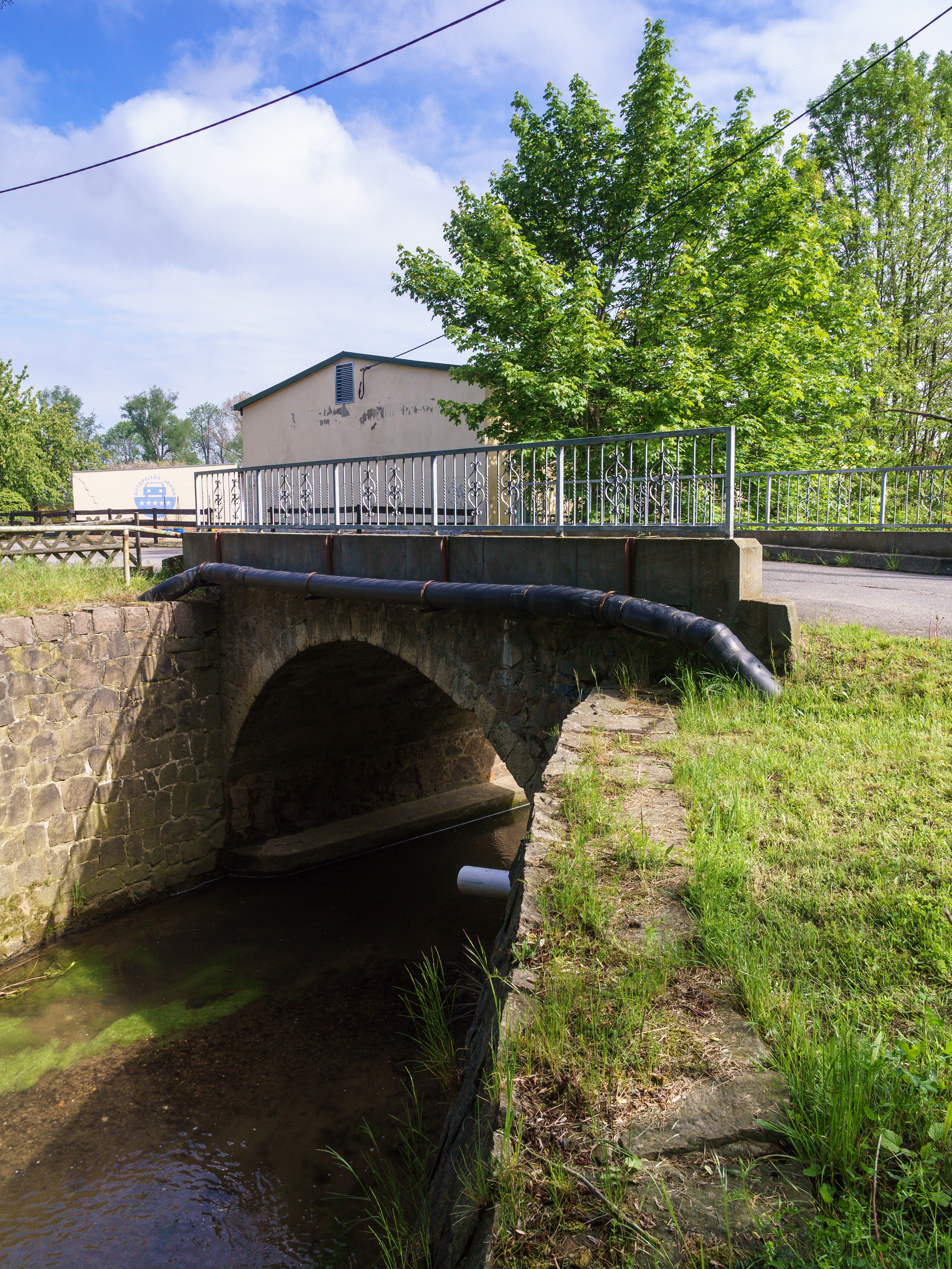
Bruggetje over de Jahna in het gelijknamige dorp

Door de gemeente loopt de Bundesstraße 169. De Autobahn A 14, met afrit 34 Döbeln-Nord, 5 kilometer van Ostrau, is de dichtstbij gelegen autosnelweg.
Ostrau heeft een station aan een kleine spoorlijn van Riesa naar Chemnitz Hauptbahnhof v.v.. Station Ostrau staat 15 km ten zuidwesten van dat van Riesa. Verderop, voorbij Ostrau, liggen de stations van Döbeln, Waldheim en Chemnitz, respectievelijk 10, 19 en 51 km ten zuidwesten van Ostrau. Aan deze zelfde lijn, 3½ km meer zuidelijk, heeft Zschaitz een spoorweghalte.

## Economie
De gemeente bestaat van de winning van kalksteen, meer specifiek: dolomiet, (een grote groeve bevindt zich direct ten oosten van station Ostrau) en van de akkerbouw. De intensieve veehouderij nam sinds de DDR-periode in belang toe. In de gemeente strekt zich een agrarisch gebied met vruchtbare lössgrond uit, de Lommatzscher Pflege. Hier vindt, evenals in enkele omringende gemeentes, intensieve akkerbouw plaats.
Aan de westkant van Ostrau, deels in de wijk Wutzschwitz, bevindt zich een groot bedrijventerrein. Hier zijn ondernemingen van lokaal midden- en kleinbedrijf gevestigd.

## Geschiedenis
Van de 8e tot en met de 10e eeuw leefden hier Slavische volkeren, in deze streek lag hun gouw Daleminzi (pagus Daleminzi). De meeste dorpen in de gemeente hebben een plaatsnaam, die is afgeleid van een woord uit een Slavische taal, zoals Ostrau, dat van een woord ostrov voor eiland komt. Tussen ca. 850 en 1000 heeft op de locatie Burgberg Zschaitz een Slavische ringwal gestaan.
Vanaf de 12e en 13e eeuw vond de Oostkolonisatie plaats, en Duitstalige boeren stichtten hier bedrijven en dorpen. Vooral in de 18e en 19e eeuw ontstonden enkele kasteelachtige boerderijen van ofwel edelen, die in de landbouw (terecht) een goede belegging zagen, ofwel van door de goede opbrengst van hun landerijen in de loop der eeuwen rijk geworden boerenfamilies. De meeste van deze families verloren hun landgoederen in 1945, toen de regering van de SBZ hen onteigende.
In de 16e eeuw vond de Reformatie plaats, die bewerkte, dat bijna alle christenen in de streek overgingen tot de evangelisch-lutherse gezindte; dat geldt nu ook nog voor de meeste christenen, en ook voor alle kerkgebouwen in de gemeente (tenzij anders vermeld).
In 1847 verkreeg Ostrau aansluiting op het spoorwegnet.
Van 1949 tot 1990 lag het gebied in de DDR.
Voor het overige zijn geen historische bijzonderheden van meer dan plaatselijke betekenis overgeleverd.
De gemeente Jahnatal ontstond op 1 januari 2023 door het samengaan van twee andere gemeentes, Ostrau en Zschaitz-Ottewig. De nieuwe gemeente heeft het gemeentewapen overgenomen van Ostrau. De laatste burgemeester van Ostrau, Dirk Schilling, werd met liefst 95% van de stemmen in april 2023 tot de eerste burgemeester van de nieuwe fusiegemeente gekozen. Het gemeentebestuur van Jahnatal heeft het voormalige raadhuis, gelegen in het centrum van de plaats Ostrau, overgenomen.

## Bezienswaardigheden
Van de dorpskerken in de gemeente zijn vermeldenswaardig: 
- de Sint-Gotthardkerk te Jahna : dit gebouw dateert grotendeels uit 1610; restanten van een ouder, uit 1534 daterend kerkje zijn bewaard gebleven. In het interieur zijn enkele, voornamelijk in de 18e eeuw gemaakte, liturgische voorwerpen in barok- en rococo-stijl aanwezig.
- Ook de kerk te Kiebitz is bezienswaardig. De plafondschilderingen dateren uit de tijd tussen 1674, toen het gebouw werd ingewijd, en circa 1730.
- Te Schrebitz staat een markant, omstreeks 1520 gebouwd, laatgotisch kerkje, gewijd aan Wenceslaus de Heilige (Duits: Wenzel).

Het markante kasteel Noschkowitz, in het gelijknamige dorpje ten zuidwesten van Ostrau, dateert van oorsprong uit 1239; de huidige gebouwen dateren grotendeels uit de periode 1583-1793; in 2014-2015 werd het complex gerenoveerd. Er werd in 2011 beweerd, dat de huidige eigenaren politiek extreemrechts gedachtegoed zouden aanhangen. Het kasteel kan niet worden bezichtigd.

## Afbeeldingen

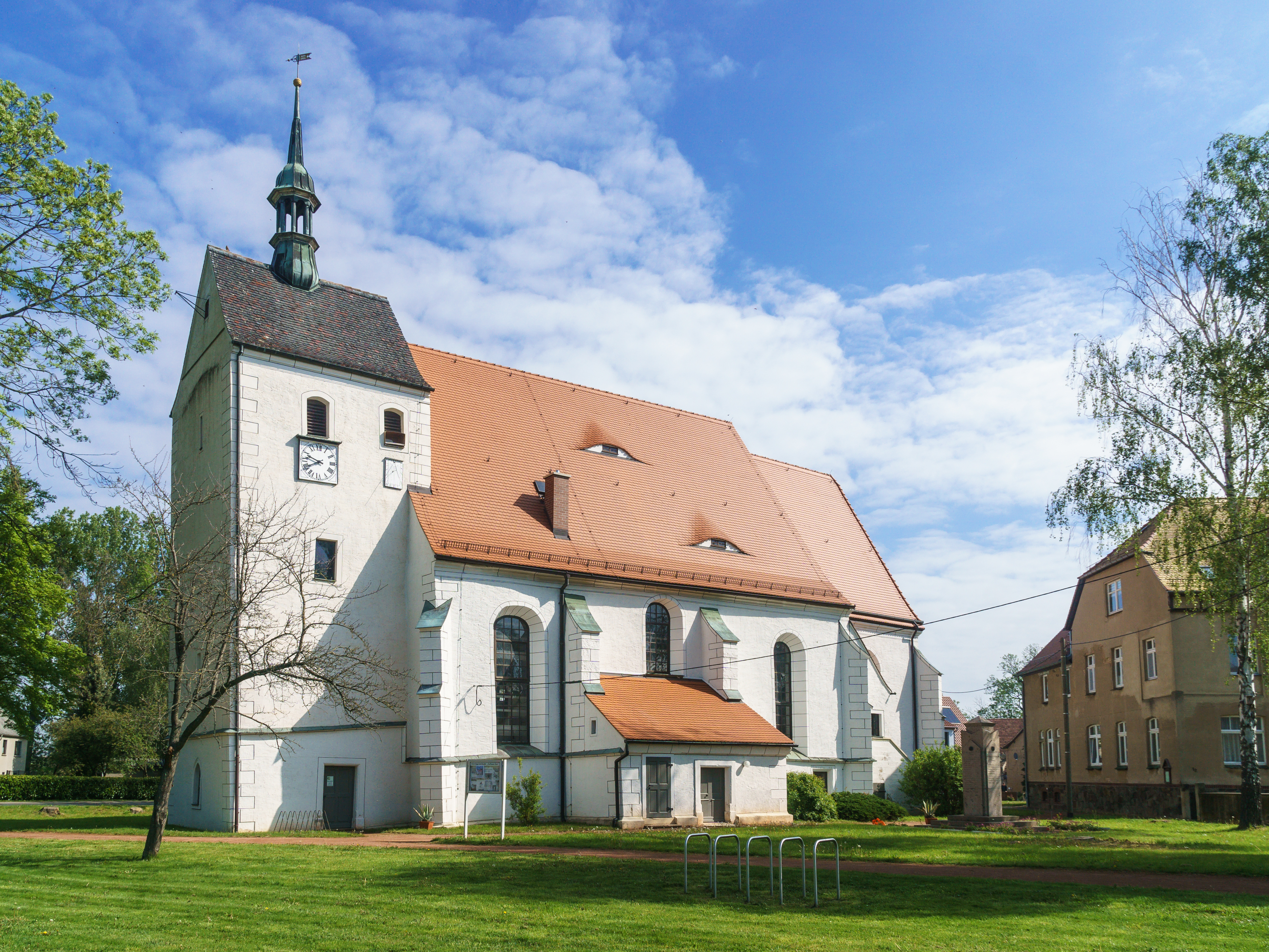
Sint-Gotthardkerk in het dorp Jahna (1610)
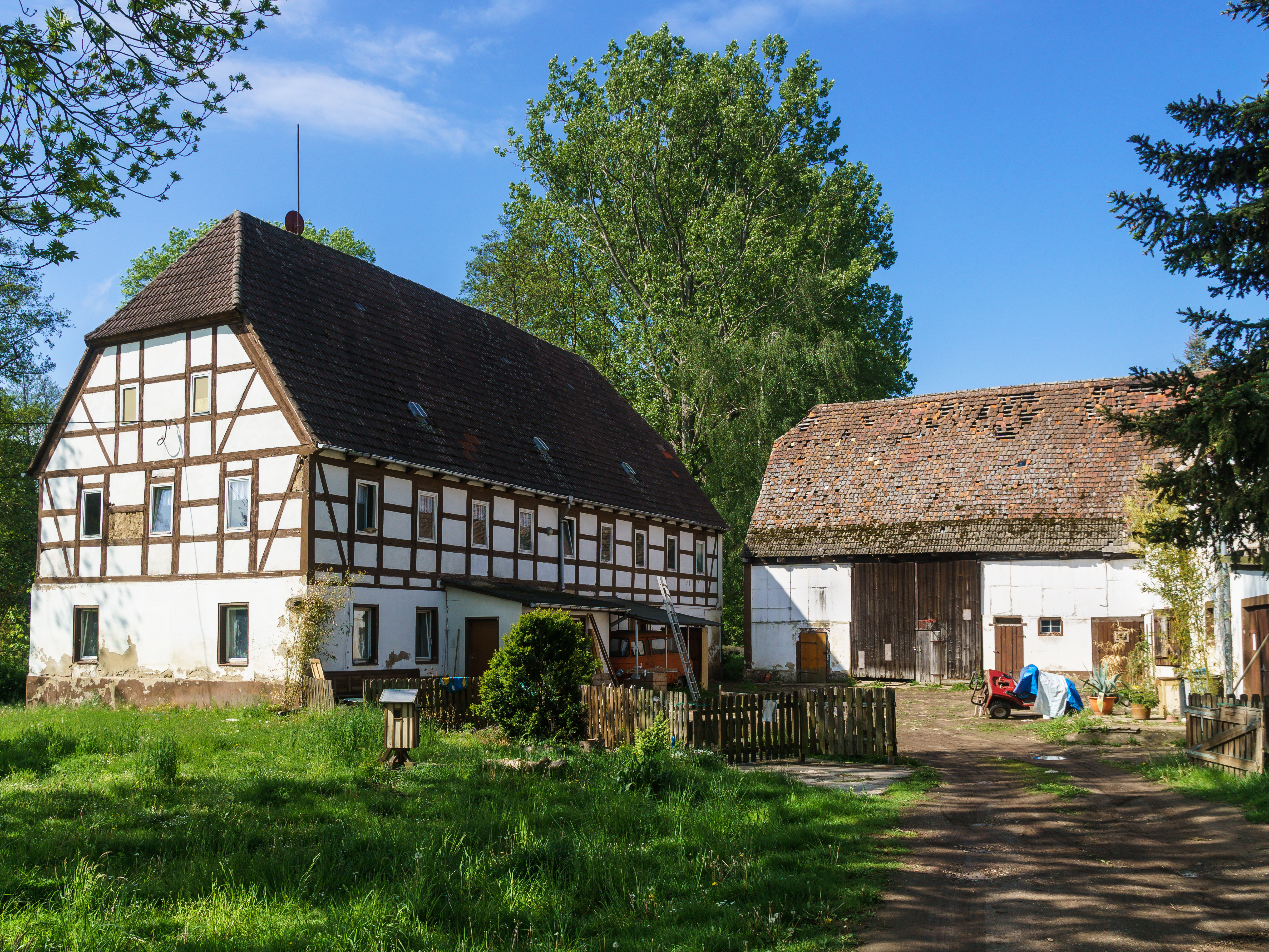
Monumentale boerderij te Jahna (gebouwd omstreeks 1800)
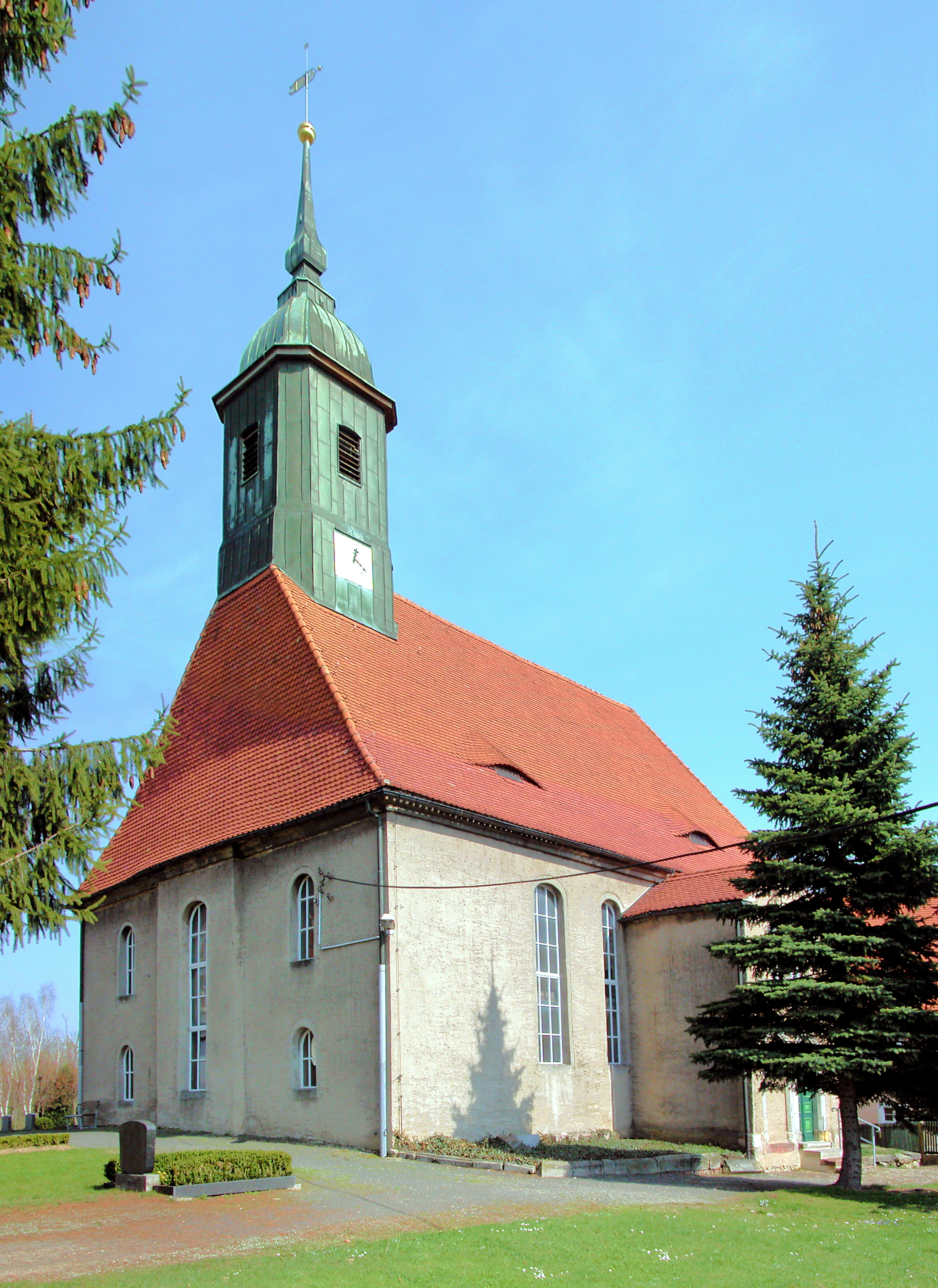
Dorpskerk te Kiebitz
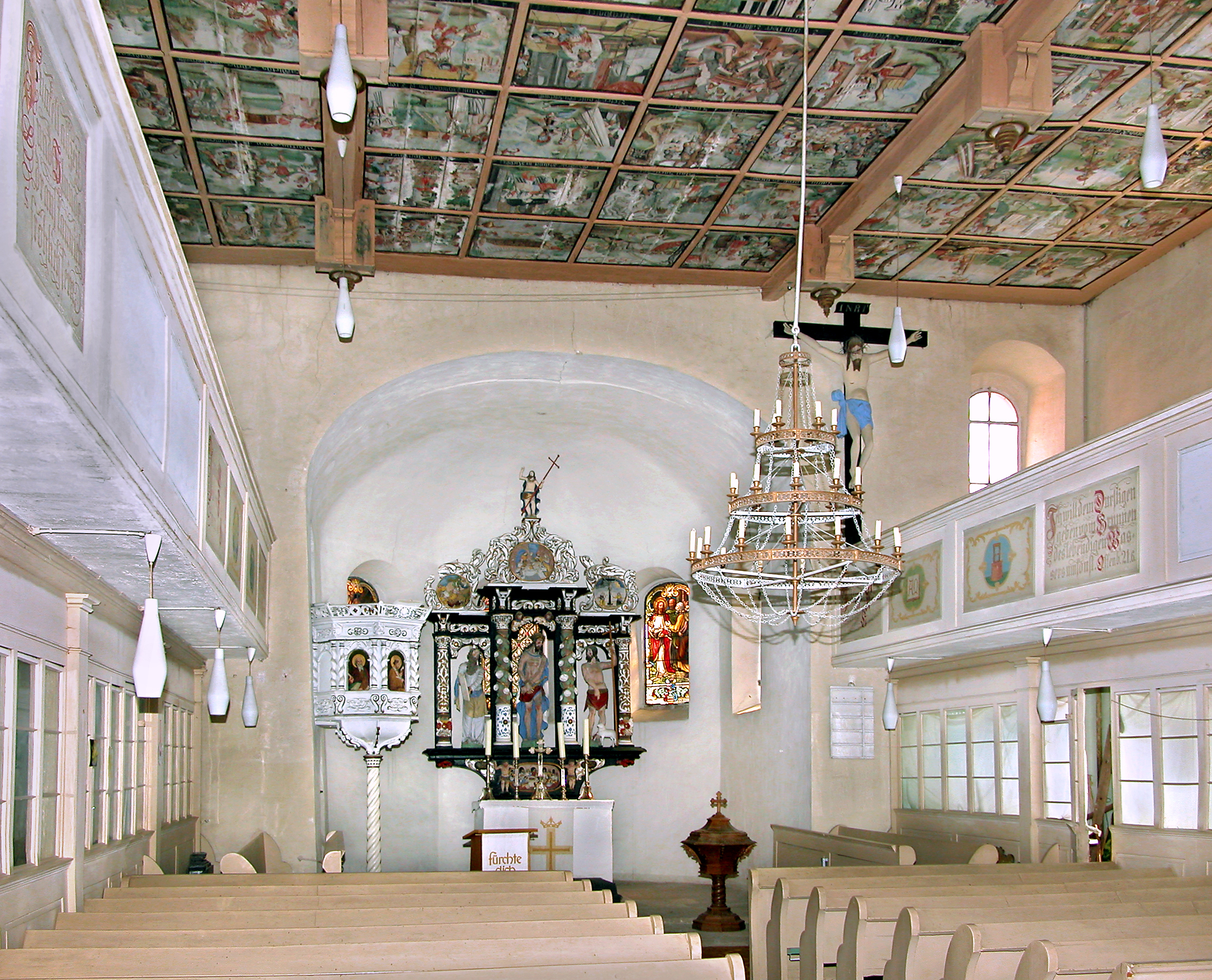
Interieur van dit kerkgebouw
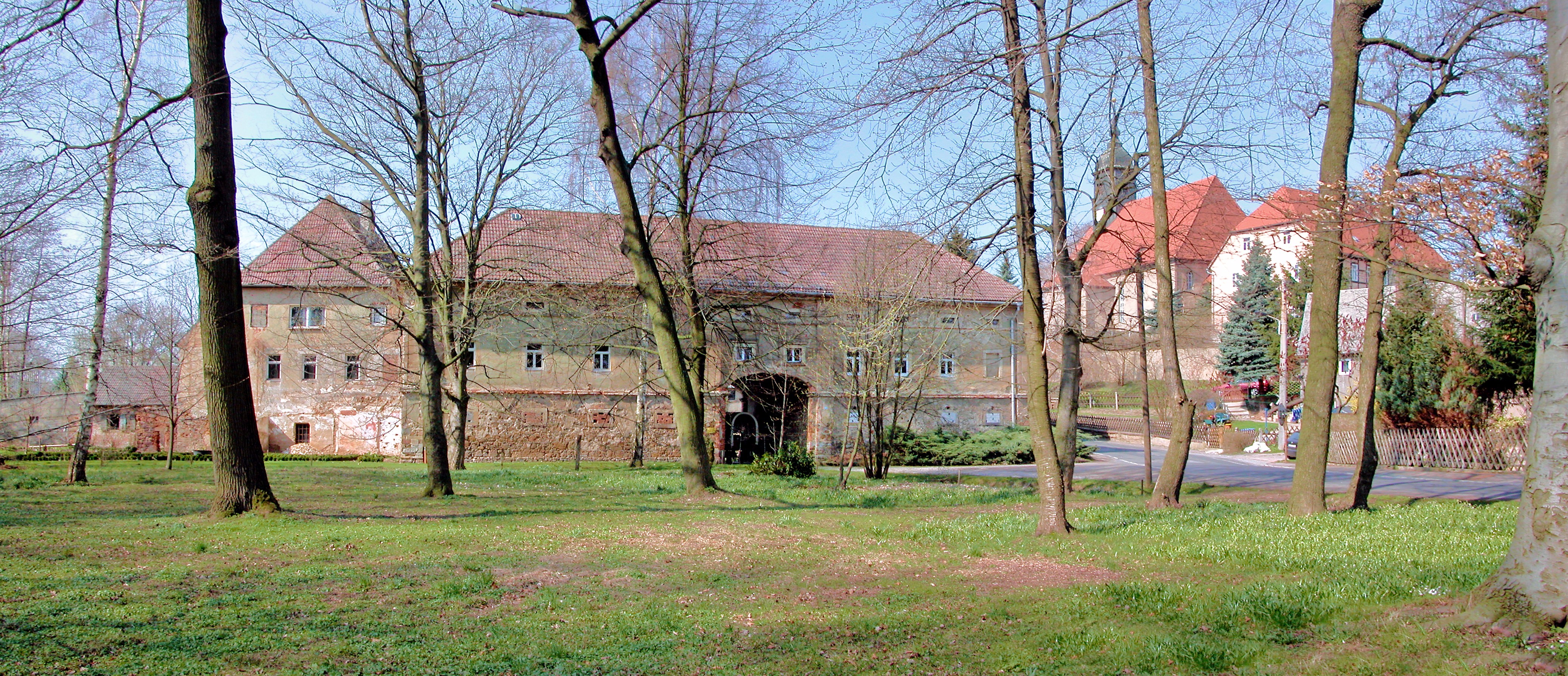
Landgoed te Kiebitz bij Ostrau
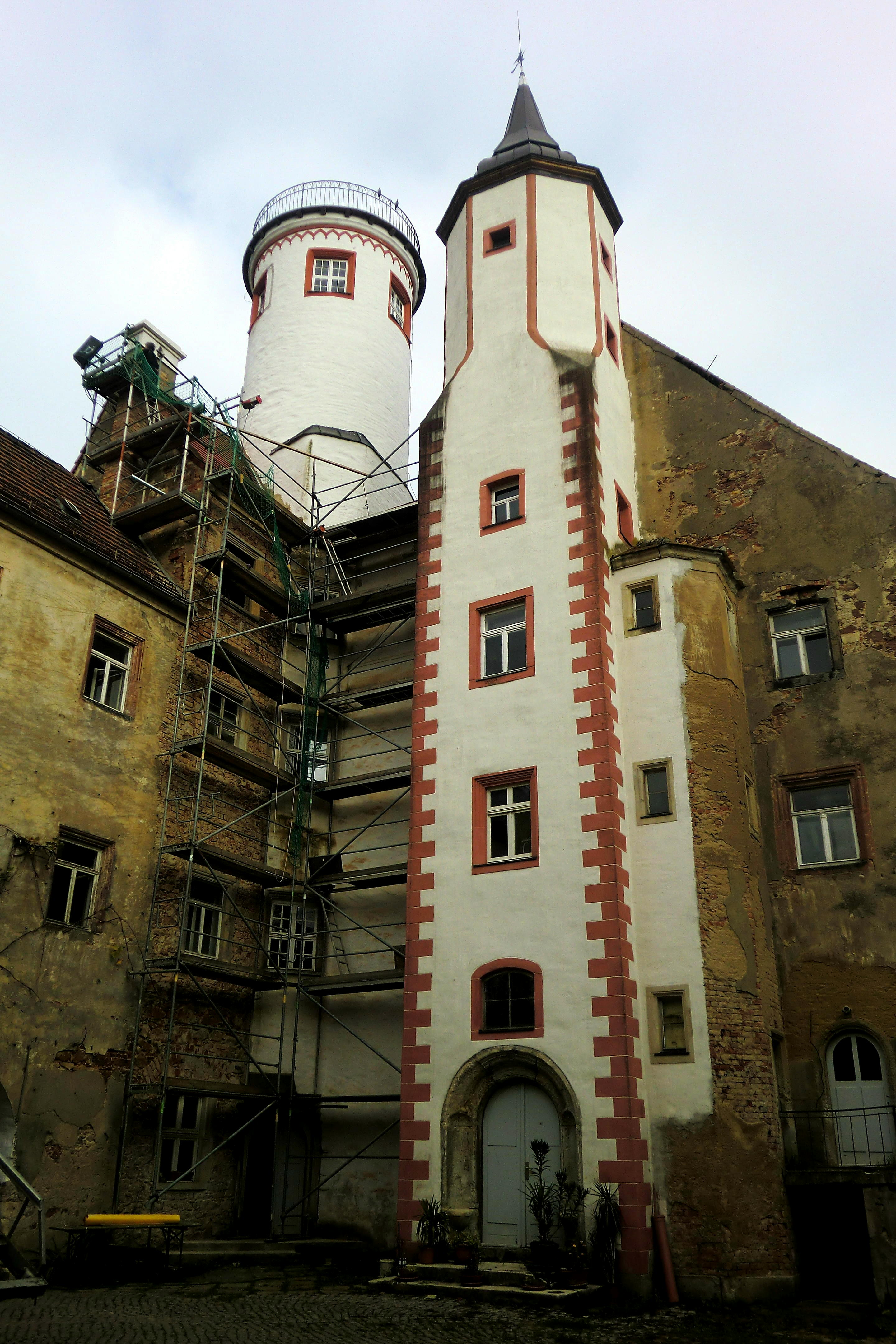
Kasteel Noschkowitz (1; foto van tijdens de restauratie in 2014)
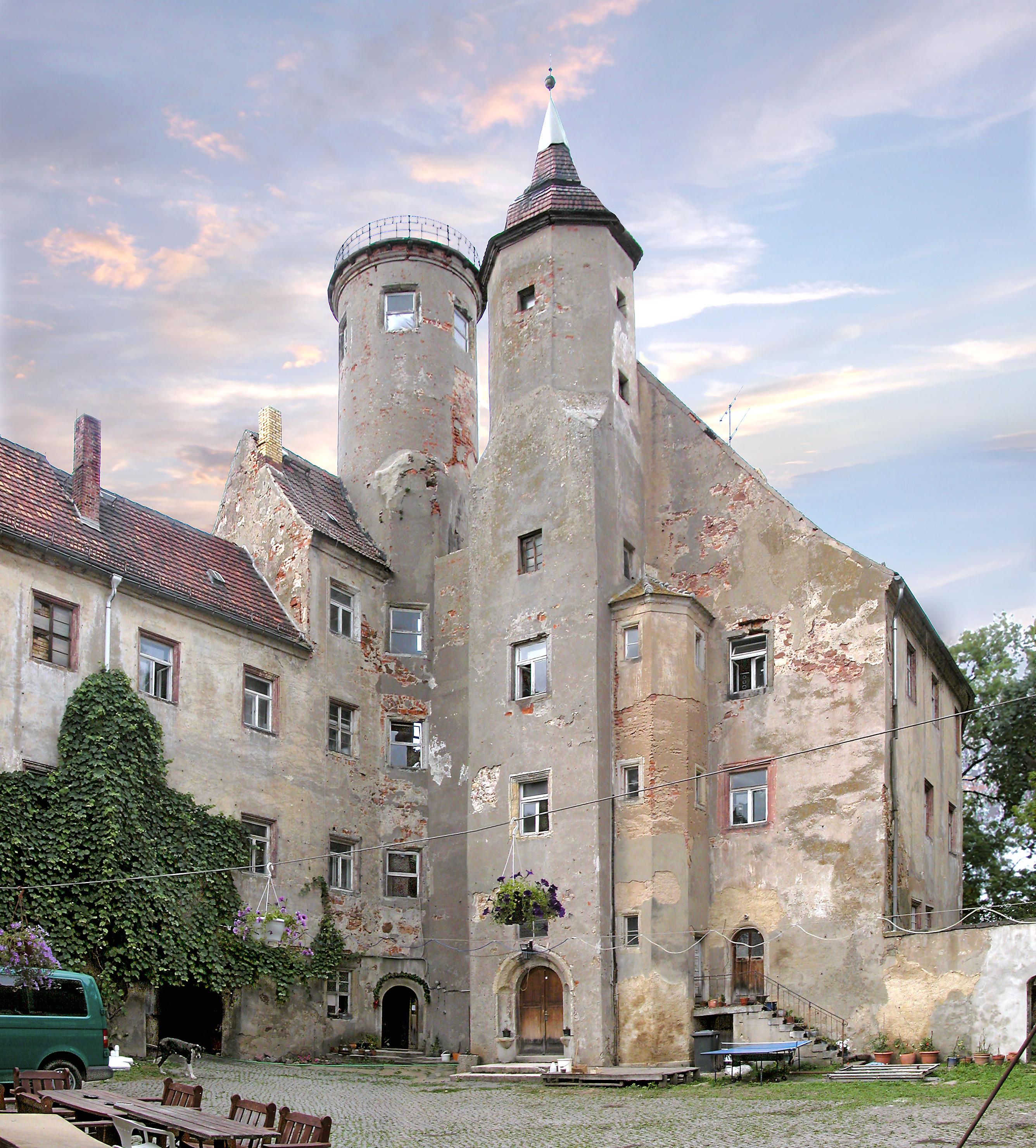
Kasteel Noschkowitz (2; foto uit 2006)
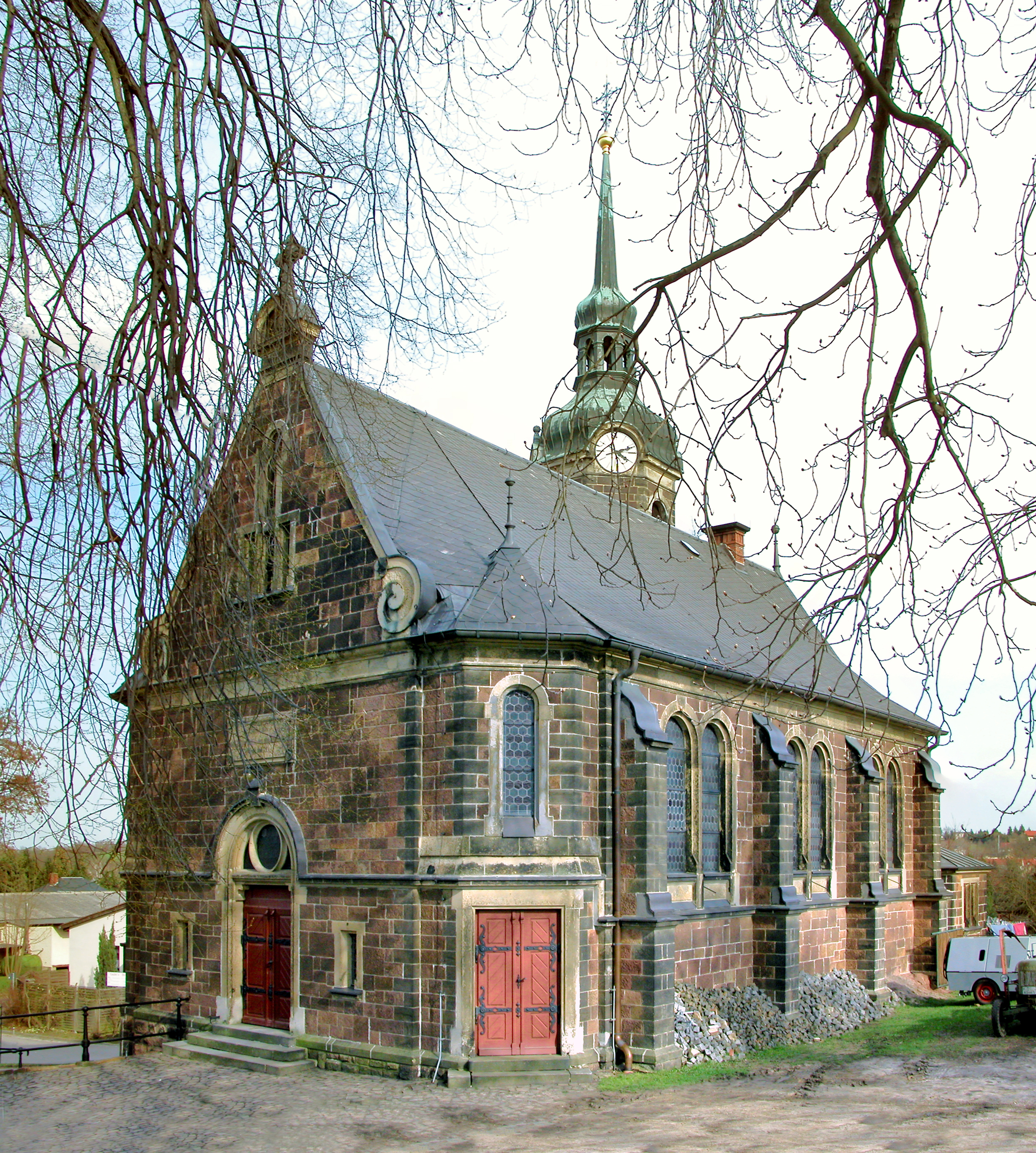
Kerk H. Drie-eenheid (Trinitatiskirche; bouwjaar 1903), Ostrau
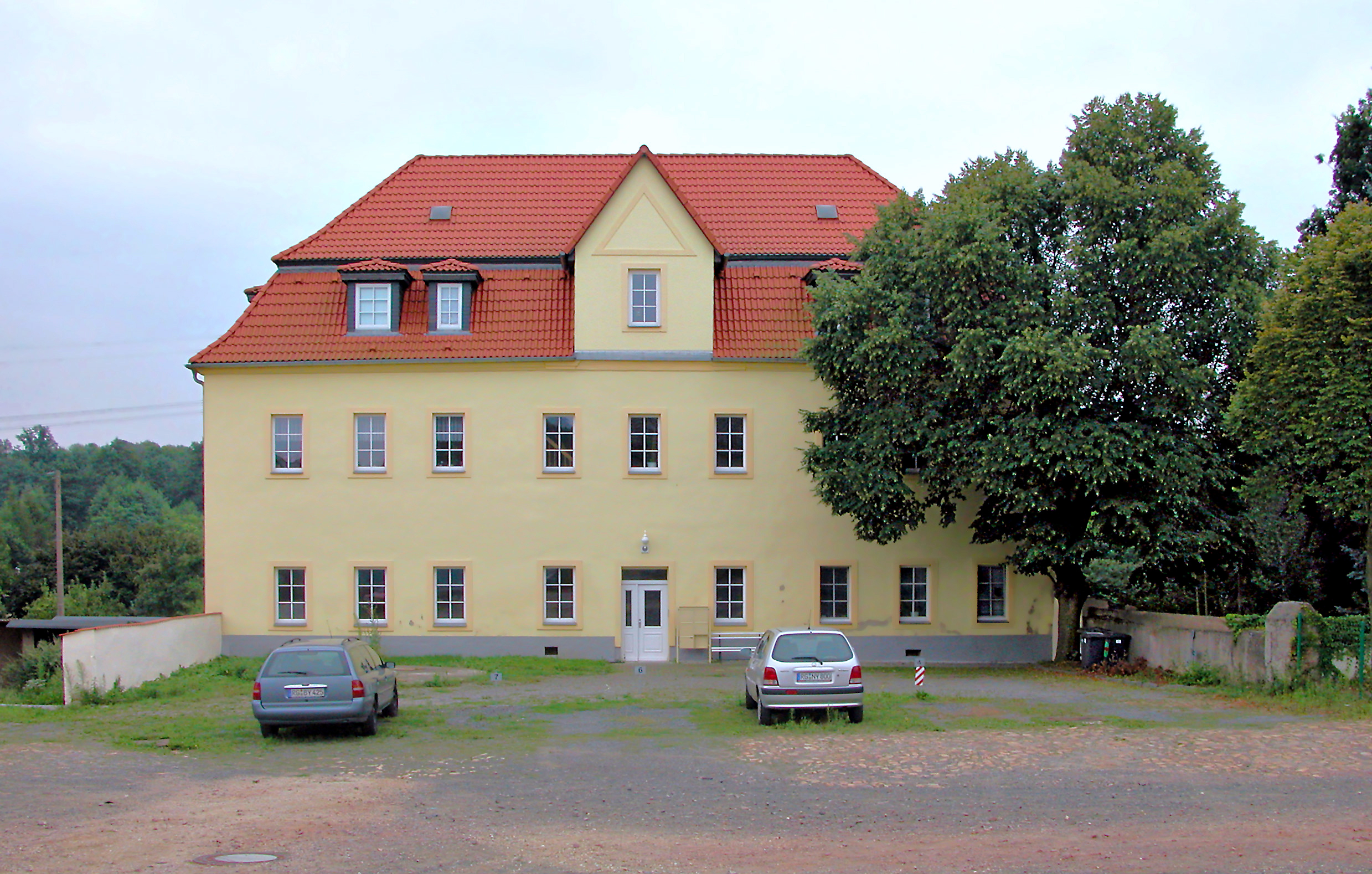
Herenboerderij Oberwutzschwitz bij Ostrau
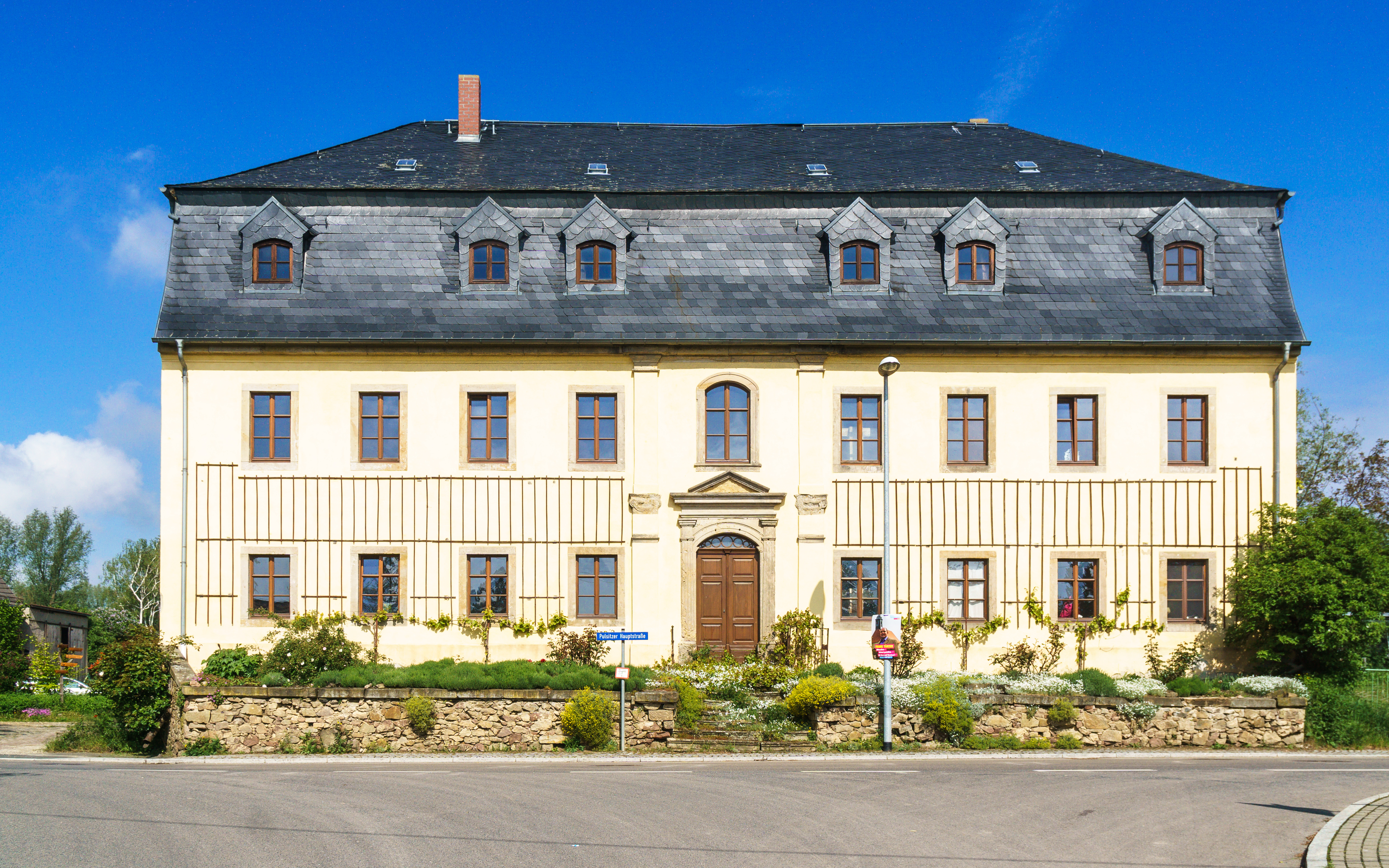
Kasteelachtige herenboerderij te Pulsitz (gebouwd rond 1800)
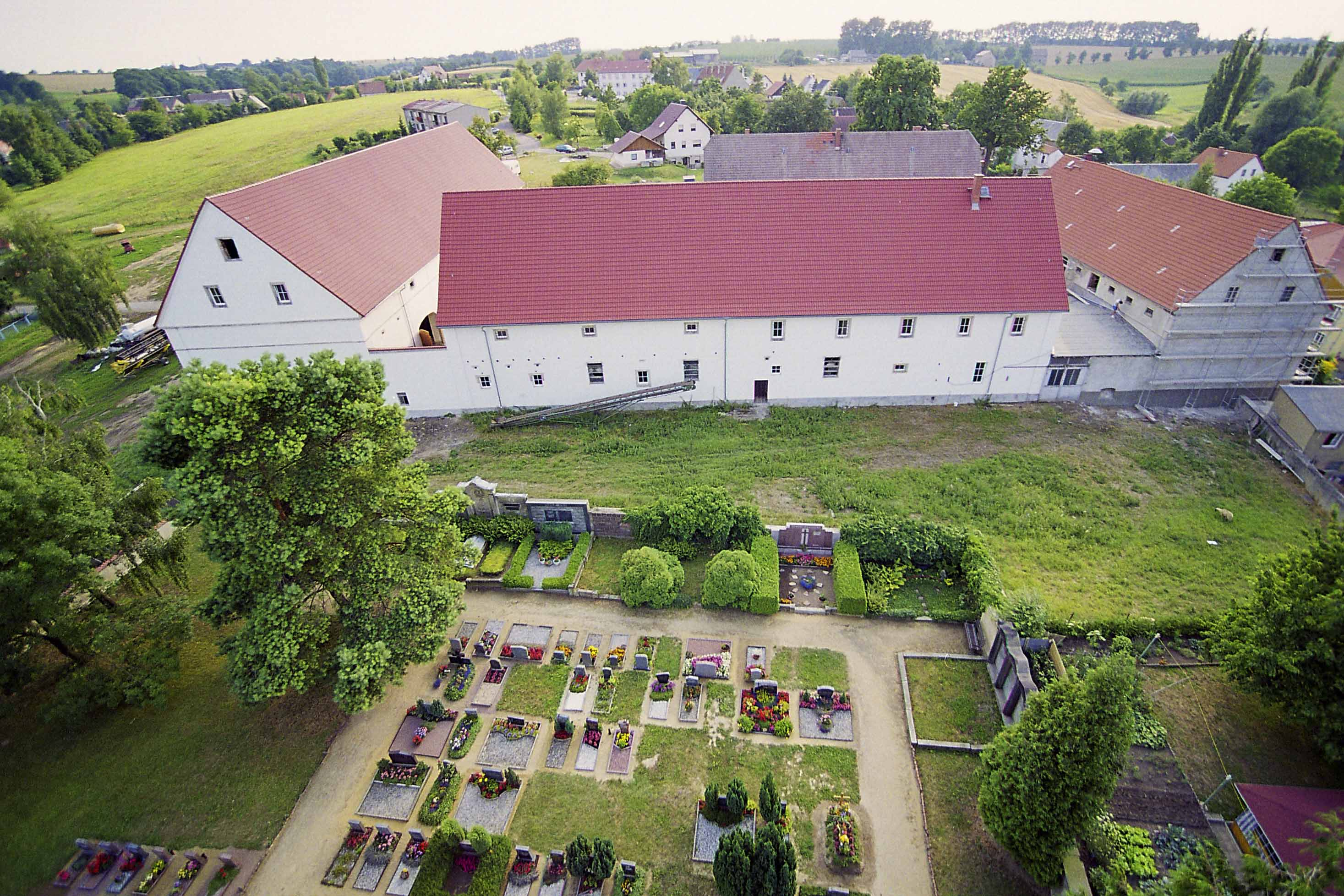
Idem te Schrebitz
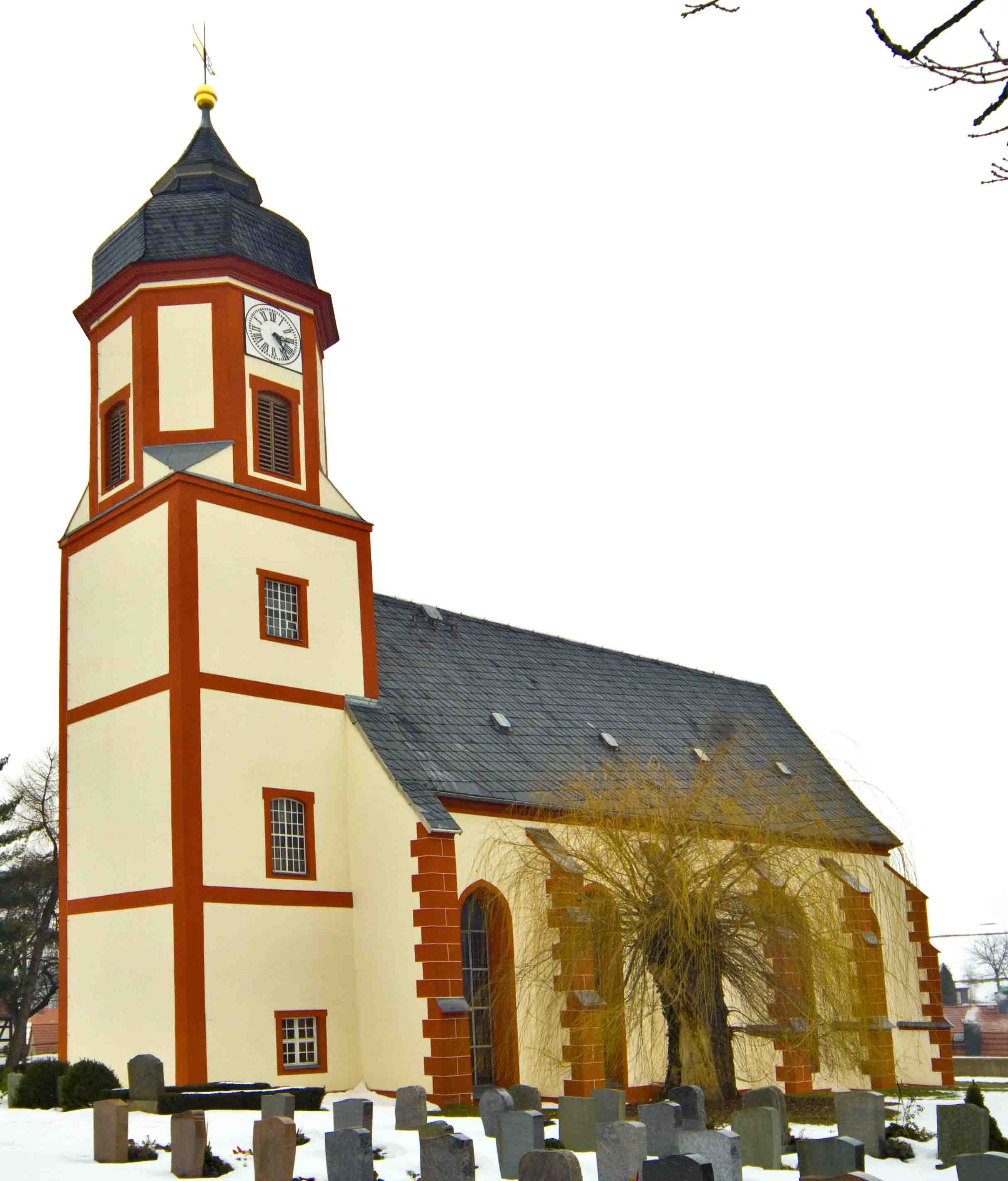
Kerk (Wenzelkirche) te Schrebitz
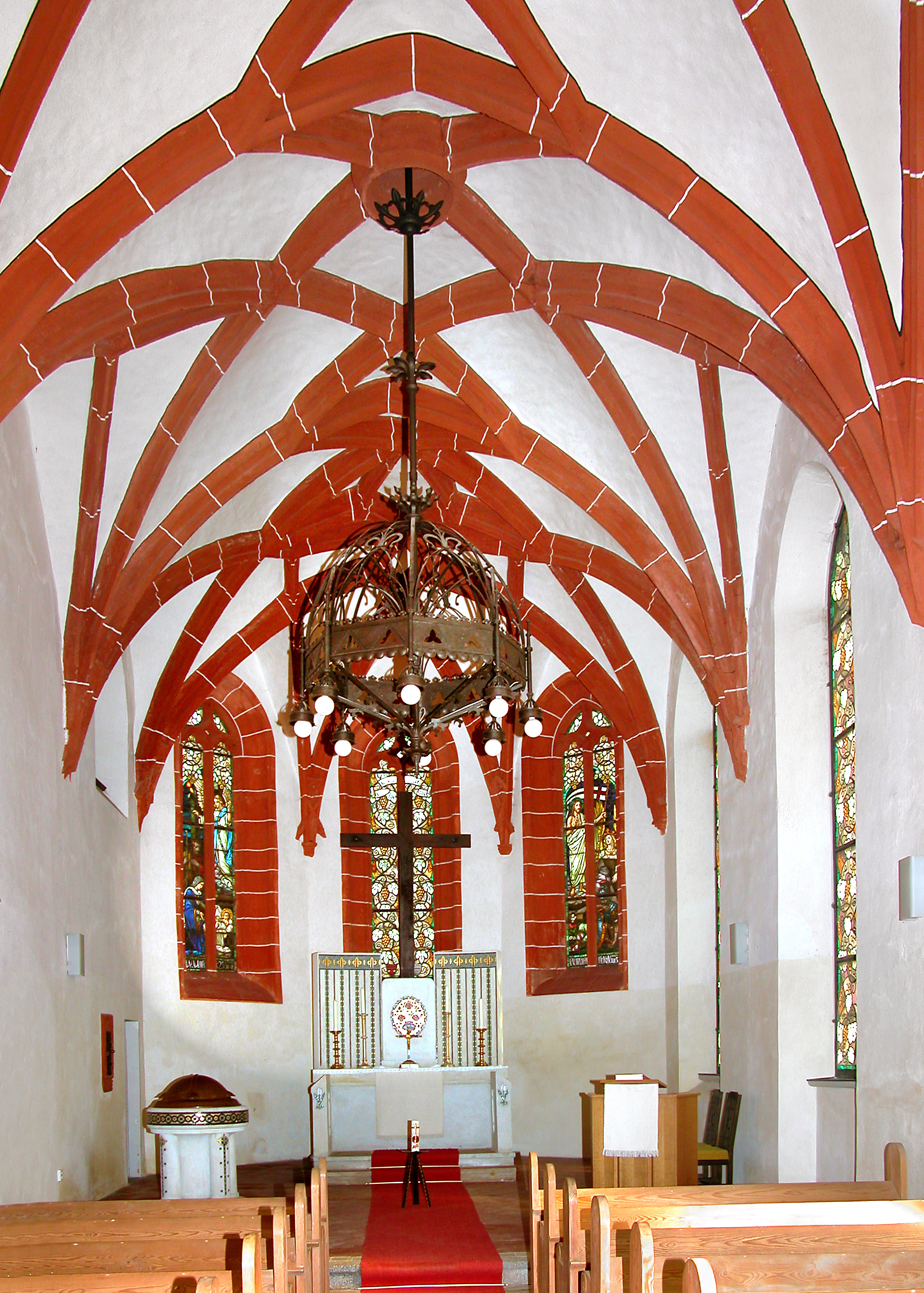
Interieur van dit kerkgebouw
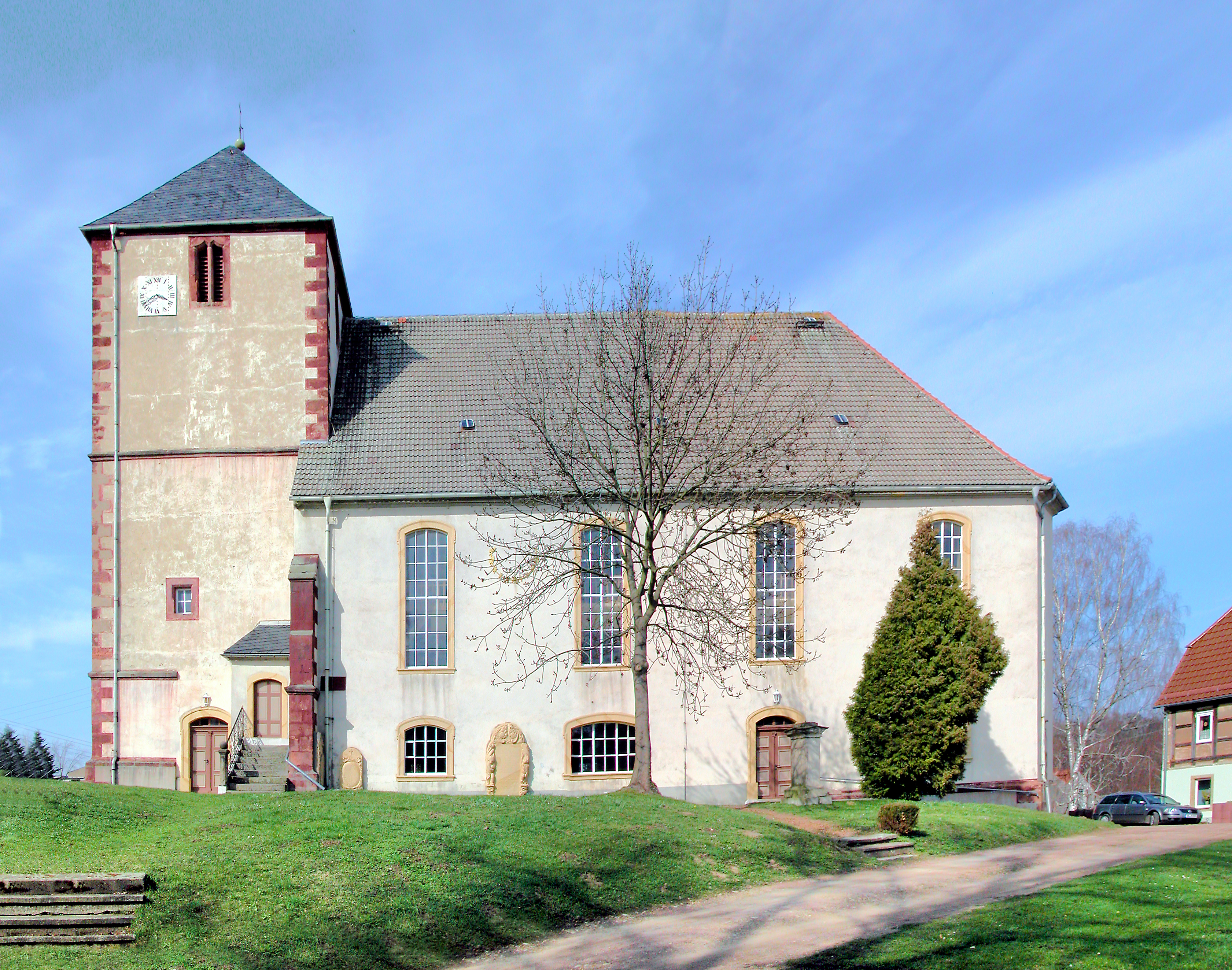
Kerk te Zschaitz (16e-eeuws)
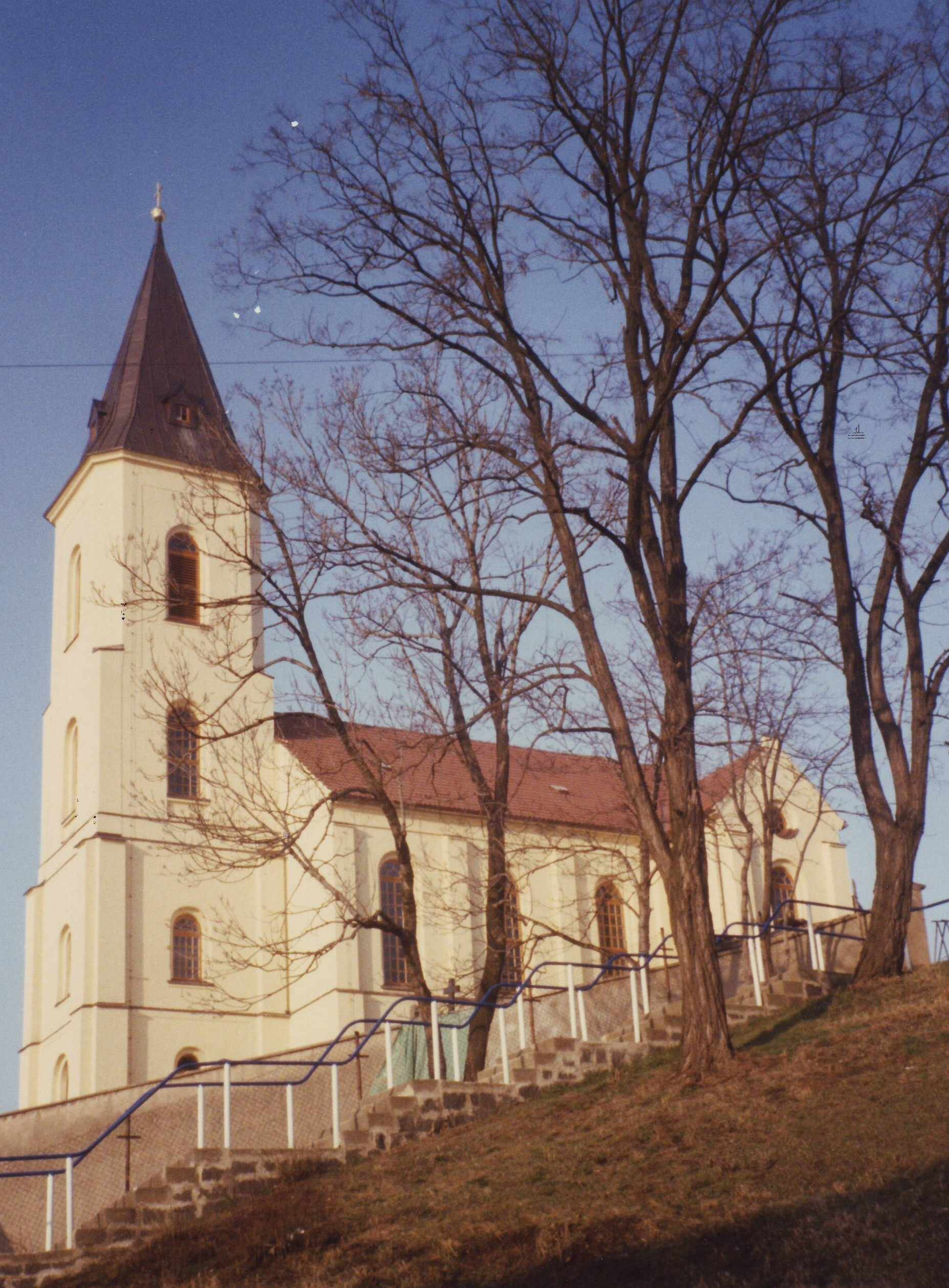
Dorpskerk van Zschochau (1867)
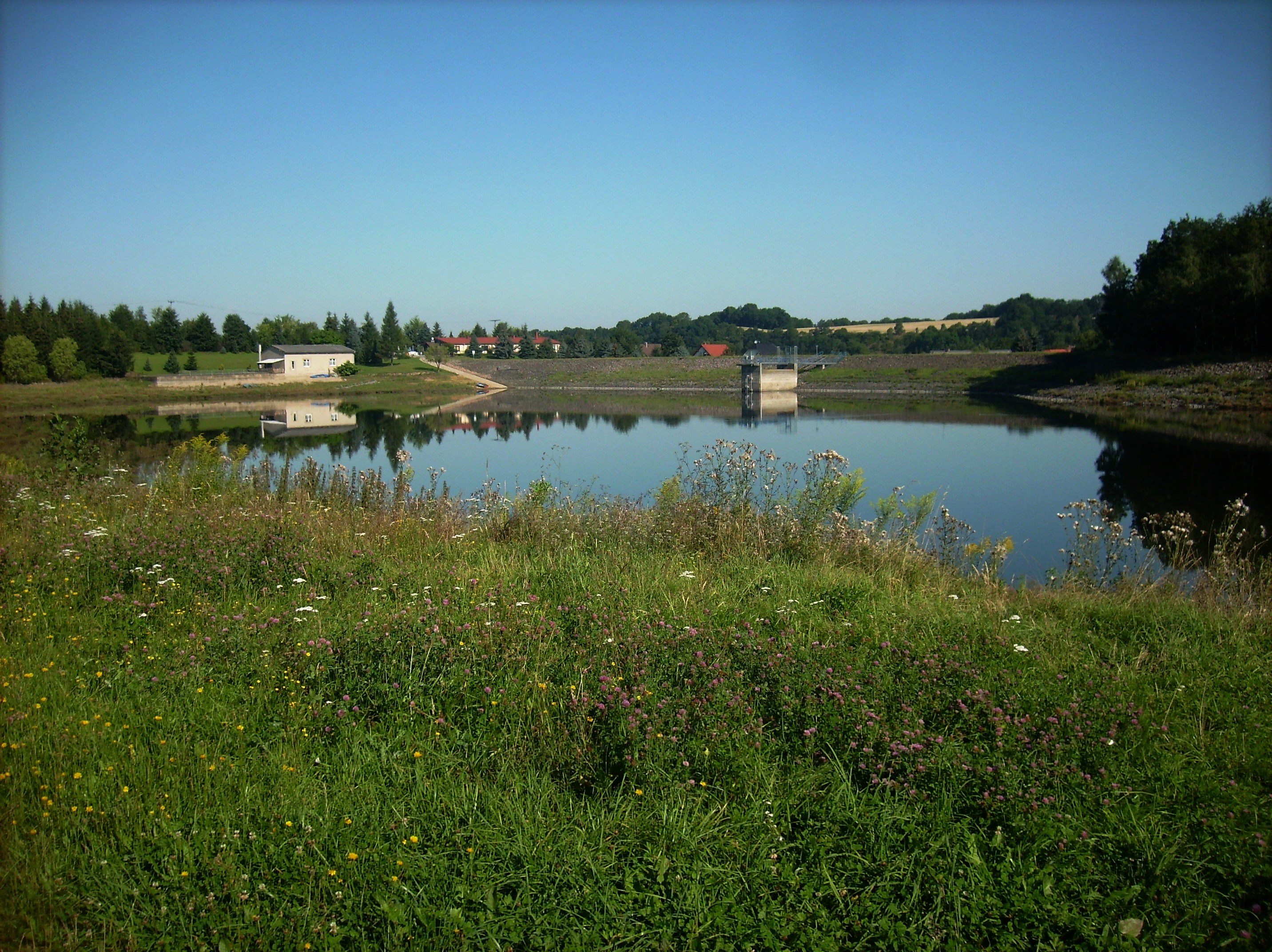
Stuwmeertje van Baderitz

Altmittweida ·
Augustusburg ·
Bobritzsch-Hilbersdorf ·
Brand-Erbisdorf ·
Burgstädt ·
Claußnitz ·
Döbeln ·
Dorfchemnitz ·
Eppendorf ·
Erlau ·
Flöha ·
Frankenberg/Sa. ·
Frauenstein ·
Freiberg ·
Geringswalde ·
Großhartmannsdorf ·
Großschirma ·
Großweitzschen ·
Hainichen ·
Halsbrücke ·
Hartha ·
Hartmannsdorf ·
Jahnatal ·
Königsfeld ·
Königshain-Wiederau ·
Kriebstein ·
Leisnig ·
Leubsdorf ·
Lichtenau ·
Lichtenberg ·
Lunzenau ·
Mittweida ·
Mochau ·
Mühlau ·
Mulda/Sa. ·
Neuhausen/Erzgeb. ·
Niederstriegis ·
Niederwiesa ·
Oberschöna ·
Oederan ·
Penig ·
Rechenberg-Bienenmühle ·
Reinsberg ·
Rochlitz ·
Rossau ·
Roßwein ·
Sayda ·
Seelitz ·
Striegistal ·
Taura ·
Waldheim ·
Wechselburg ·
Weißenborn/Erzgeb. ·
Zettlitz ·
Ziegra-Knobelsdorf